# Филипо де Медичи (архиепископ)
Вижте пояснителната страница за други личности с името Филипо де Медичи.
Филѝпо де Мèдичи (на италиански: Filippo de' Medici; * 1426, Флоренция, Флорентинска република; † октомври 1474, Пиза, пак там) е епископ на Арецо (10 януари 1457), архиепископ на Пиза (14 януари 1461) и примас на Сардиния и Корсика.

## Биография
Син на Виери ди Николо де Медичи, през 1457 г. той е назначен за епископ на Арецо – длъжност, която заема до 1461 г. Впоследствие е издигнат в ранг на архиепископ на Пиза от папа Пий II, очевидно под натиска на Козимо Стари, негов далечен роднина и близък приятел. По време на мандата си в Пиза той работи в полза на много свои съграждани чрез обширна кореспонденция с Лоренцо Великолепни. Той остава начело на архиепископията до смъртта си в началото на октомври 1474 г.
Въпреки многото препоръки от Козимо, Пиеро и Лоренцо той никога не успява да бъде провъзгласен за кардинал.